# Strefa niebezpieczna
Strefa niebezpieczna – miejsce (obszar) występowania urządzeń i instalacji pod napięciem, będące w zasięgu ręki człowieka.